# Skupenské teplo varu
Skupenské teplo varu (též skupenské teplo vypařování při teplotě varu nebo skupenské teplo výparné při teplotě varu) je (celkové) teplo, které přijme kapalina při přechodu v plyn během vypařování při teplotě varu (tedy při varu).
Skupenské teplo výparné je třeba určit ke každé teplotě zvlášť (vypařování může probíhat za libovolné teploty), zatímco skupenské teplo varu se určuje k teplotě varu (jedná se tedy o skupenské teplo výparné při teplotě varu).
Velikost skupenského tepla varu je pro stejnou látku stejná jako velikost skupenského tepla kondenzace.
Teplo, které přijme 1 kilogram látky se nazývá měrné skupenské teplo varu.

## Značení
- Doporučená značka: Lv
- Jednotka: joule, zkratka J
- Další jednotky: kilojoule kJ, megajoule MJ

## Výpočet
Hodnotu skupenského tepla varu lze určit ze vztahu
{\displaystyle L_{v}=ml_{v}\,},
kde m je hmotnost a lv je měrné skupenské teplo varu, které má stejnou hodnotu jako skupenské teplo kondenzace.

## Biofyzikální význam
Fyzikální veličina - skupenské teplo vypařování - má významnou úlohu při vypařování vody z povrchu těla (pocení), neboť při standardní teplotě povrchu těla činí 2,4 MJ/kg. Tato hodnota má pak za následek, že množství tepla odváděné tímto způsobem z organismu dosahuje asi 25 % z celkových tepelných ztrát, na nichž se mimo jiné podílí především výdej tepla vedením, prouděním a nejvíce zářením (sáláním). Tyto procesy jsou odpovědné za ochlazování organismu.